# Alin Chița
Alin Nicolae Chița (n. 5 septembrie 1977, Pitești) este un fost fotbalist român, care a evoluat pe posturile de fundaș dreapta și fundaș central. După retragerea din activitatea de fotbalist, acesta a ales calea antrenoratului, ajungând principal la Juventus București. După prima sa experiență ca antrenor principal a avut trei mandate ca secund, unul la CS Mioveni și două la Dinamo.